# Etmopterus sentosus
Etmopterus sentosus is een vissensoort uit de familie van de Etmopteridae (Etmopteridae). De wetenschappelijke naam van de soort is voor het eerst geldig gepubliceerd in 1976 door Bass, D'Aubrey & Kistnasamy.